# Зулуський календар
Зулуський календар — традиційний місячний календар, який використовувався зулусами в Південній Африці. Новий рік починається з молодика в липні місяці григоріанського календаря.

## Назви місяців
| місяць   | Ім'я зулу                       | Примітки                                                                                                   |
| -------- | ------------------------------- | --- |
| Серпень  | uNcwaba (блиск)                 | Нова трава після лісових пожеж                                                                             |
| Вересень | uMandulo (вирощування)          | Початок агросезону. Раніше відоме як uMpandu, але це ім’я було змінено на uMandulo на честь короля Мпанде. |
| Жовтень  | uMfumfu (поява)                 | Може стосуватися розквіту квітів або росту кукурудзи та сорго.                                             |
| Листопад | uLwezi (вид Cercopoidea)        | Це пов’язано з навалою комах, які ласують весняним листям                                                  |
| Грудень  | uZibandlela (ігнорувати шлях)   | Може означати траву, яка росте над дорогами і збиває з пантелику подорожніх.                               |
| Січень   | uMasingana (давайте шукати)     | Може стосуватися пошуку дозріваючих культур або гарбузів.                                                  |
| Лютий    | uNhlolanja (оглядати собак)     | Це час, коли собаки починають спаровуватися, і власники досліджують, з якими собаками вони спаровувалися.  |
| Березень | uNdasa (нагодований)            | Це коли їжа більш рясна.                                                                                   |
| Березень | uMbasa (пожежі)                 | Назва відноситься до вогнища, яке розпалювали на зиму або для смаження кукурудзи.                          |
| Квітень  | uNgulazibuya (підмітати толоки) | Це коли худоба сита, лежить у землі і виглядає хворою.                                                     |
| Травень  | uNhlaba (рослина алое)          | Саме тоді рослини алое починають цвісти.                                                                   |
| Червень  | uNhlangula (розсіювання)        | Це коли вітер здуває листя з дерев і землі.                                                                |
| Липень   | uNtulikazi/uMaquba (з тканиною) | Це місяць, протягом якого вітер розносить пил.                                                             |

## Фестивалі
- Umkhosi Wokweshwama (фестиваль перших плодів)
- Umkhosi woMhlanga (Танець з очеретом)
- Фестиваль uMathayi Marula – у районному муніципалітеті Умханьякуде клан Тембе збирає плоди марули. Старші жінки з племені віддають урожай своєму вождю.[2]